# Calliostoma aurora
Calliostoma aurora är en snäckart som beskrevs av Dall 1888. Calliostoma aurora ingår i släktet Calliostoma och familjen Calliostomatidae. Inga underarter finns listade i Catalogue of Life.